# Gilbert Yvel
Gilbert Yvel (30 de junio de 1976) es un artista marcial mixto neerlandés que compitió en PRIDE Fighting Championships y Ultimate Fighting Championship.

## Primeros años
Yvel se crio en un orfanato en el barrio de Bijlmermeer en Ámsterdam. Vivía con varias familias de acogida, una de las cuales era muy religiosa y lo golpearon severamente como una forma de disciplina. Esta familia estuvo un tiempo en la cárcel por lo que hicieron, que incluía el golpeo a Yvel con tubos de hierro. Yvel fue uno de los primeros luchadores holandeses que aplicaron con éxito el estilo llamativo del Muay Thai a las artes marciales mixtas. 

## Carrera en artes marciales mixtas

### Comienzos
A diferencia de muchos otros luchadores holandeses de AMM, Yvel comenzó desde el principio, y sin transición de kickboxing u otro arte sorprendente. Gilbert posee un arsenal de golpes y patadas como correspondía a su entrenamiento de muay thai y es famoso por su firma el "rodillazo volador". Además de su base llamativa, Yvel también es cinturón púrpura en jiu-jitsu brasileño bajo John Lewis. Su estilo de agarre es principalmente defensivo y a menudo es alabado por su tenacidad y capacidad de hacer daño desde la guardia. Cuando vivía en Las Vegas, Gilbert entrenó con Richard Lamoureaux en ates marciales filipinas, Kali y JKD  y ha incorporado muchas de las técnicas de las artes a su estilo actual de AMM.

### Ultimate Fighting Championship
Yvel debutó en UFC contra Junior dos Santos en UFC 108. dos Santos derrotó a Yvel por nocaut técnico en la primera ronda.
En UFC 115, Yvel se enfrentó a Ben Rothwell el 12 de junio de 2010. Rothwell derrotó a Yvel por decisión unánime.
En su última pelea en UFC, Yvel fue derrotado por Jon Madsen por nocaut técnico en UFC 121.

## Campeonatos y logros
- Fighting Network RINGS
  - Campeón de Peso Libre de RINGS[2]
- World Vale Tudo Championship
  - Campeón Superfight de WVC (Una vez)

## Registro en artes marciales mixtas
| Resultado     | Récord      | Oponente            | Método                                    | Evento                                          | Fecha                    | Ronda | Tiempo | Localización        | Notas                     |
| ------------- | ----------- | ------------------- | ----------------------------------------- | ----------------------------------------------- | ------------------------ | ----- | ------ | ------------------- | ------------------------- |
| Victoria      | 40–16–1 (1) | Mighty Mo           | Sumisión (armbar)                         | Road FC 047                                     | 12 de mayo de 2018       | 1     | 3:43   | Beijing             |                           |
| Victoria      | 39–16–1 (1) | Ricco Rodriguez     | TKO (patadas a las piernas)               | Akhmat Fight Show 31: Ushukov vs. Vagaev        | 19 de noviembre de 2016  | 1     | 1:00   | Grozni              |                           |
| Victoria      | 38–16–1 (1) | Houston Alexander   | KO (golpe)                                | RFA 2: Yvel vs. Alexander                       | 30 de marzo de 2012      | 1     | 3:59   | Kearney, Nebraska   |                           |
| Victoria      | 37–16–1 (1) | Damian Dantibo      | TKO (golpes)                              | RFA 1: Pulver vs. Elliott                       | 16 de diciembre de 2011  | 1     | 3:12   | Kearney, Nebraska   | Debut en Peso Semipesado. |
| Derrota       | 36–16–1 (1) | Jon Madsen          | TKO (golpes)                              | UFC 121                                         | 23 de octubre de 2010    | 1     | 1:48   | Anaheim, California |                           |
| Derrota       | 36–15–1 (1) | Ben Rothwell        | Decisión (unánime)                        | UFC 115                                         | 12 de junio de 2010      | 3     | 5:00   | Vancouver           |                           |
| Derrota       | 36–14–1 (1) | Júnior dos Santos   | TKO (golpes)                              | UFC 108                                         | 2 de enero de 2010       | 1     | 2:07   | Las Vegas, Nevada   |                           |
| Victoria      | 36–13–1 (1) | Pedro Rizzo         | KO (golpes)                               | Ultimate Chaos: Lashley vs. Sapp                | 27 de junio de 2009      | 1     | 2:10   | Biloxi, Misisipi    |                           |
| Derrota       | 35–13–1 (1) | Josh Barnett        | Sumisión (golpes)                         | Affliction: Day of Reckoning                    | 24 de enero de 2009      | 3     | 3:05   | Anaheim, California |                           |
| Victoria      | 35–12–1 (1) | Alexander Timonov   | TKO (golpes)                              | M-1 Challenge 9: Russia                         | 21 de noviembre de 2008  | 1     | 0:22   | San Petersburgo     |                           |
| Victoria      | 34–12–1 (1) | Sergey Shemetov     | Sumisión (toe hold)                       | KOE: Tough Is Not Enough                        | 5 de octubre de 2008     | 1     | 0:53   | Ahoy                |                           |
| Victoria      | 33–12–1 (1) | Michal Kita         | KO (golpe)                                | Gentlemen Fight Night                           | 24 de mayo de 2008       | 2     |        | Holanda             |                           |
| Victoria      | 32–12–1 (1) | Hakim Gouram        | KO (golpe)                                | K-1 World Grand Prix 2007 in Amsterdam          | 23 de junio de 2007      | 1     | 0:31   | Ámsterdam           |                           |
| Victoria      | 31–12–1 (1) | Akira Shoji         | TKO (golpes)                              | PRIDE 34                                        | 8 de abril de 2007       | 1     | 3:43   | Saitama             |                           |
| Victoria      | 30–12–1 (1) | Rodney Glunder      | KO (golpes)                               | 2H2H: Pride & Honor                             | 12 de noviembre de 2006  | 1     | 1:38   | Róterdam            |                           |
| Victoria      | 29–12–1 (1) | Fabiano Scherner    | TKO (golpes)                              | Cage Rage 17                                    | 1 de julio de 2006       | 1     | 1:30   | Londres             |                           |
| Derrota       | 28–12–1 (1) | Roman Zentsov       | KO (golpe)                                | PRIDE Total Elimination Absolute                | 5 de mayo de 2006        | 1     | 4:55   | Osaka               |                           |
| Victoria      | 28–11–1 (1) | Valentijn Overeem   | Sumisión (armbar)                         | It's Showtime Boxing & MMA Event 2005 Amsterdam | 12 de junio de 2005      | 1     | 4:30   | Ámsterdam           |                           |
| Derrota       | 27–11–1 (1) | Ikuhisa Minowa      | Sumisión (toe hold)                       | PRIDE Bushido 6                                 | 3 de abril de 2005       | 1     | 1:10   | Yokohama            |                           |
| Derrota       | 27–10–1 (1) | Atte Backman        | Descalificación (Yvel dejó KO al árbitro) | Fight Festival 12                               | 13 de noviembre de 2004  | 1     | 0:35   | Helsinki            |                           |
| Victoria      | 27–9–1 (1)  | Cheick Kongo        | TKO (golpes)                              | It's Showtime 2004 Amsterdam                    | 20 de mayo de 2004       | 2     | 4:40   | Ámsterdam           |                           |
| Empate        | 26–9–1 (1)  | Daniel Tabera       | Empate                                    | M-1 MFC: Russia vs the World 7                  | 5 de diciembre de 2003   | 1     | 10:00  | San Petersburgo     |                           |
| Derrota       | 26–9 (1)    | Jeremy Horn         | Decisión (unánime)                        | PRIDE 21                                        | 23 de junio de 2002      | 3     | 5:00   | Saitama             |                           |
| Victoria      | 26–8 (1)    | Bob Schrijber       | TKO (parada médica)                       | 2H2H 4: Simply the Best 4                       | 17 de marzo de 2002      |       |        | Róterdam            |                           |
| Victoria      | 25–8 (1)    | Ibragim Magomedov   | Sumisión (rear-naked choke)               | M-1 MFC: Russia vs the World 2                  | 11 de noviembre de 2001  |       | 2:45   | San Petersburgo     |                           |
| Derrota       | 24–8 (1)    | Don Frye            | Descalificación (arrancando los ojos)     | PRIDE 16                                        | 24 de septiembre de 2001 | 1     | 7:27   | Osaka               |                           |
| Derrota       | 24–7 (1)    | Igor Vovchanchyn    | Sumisión (rear-naked choke)               | PRIDE 14                                        | 27 de mayo de 2001       | 1     | 1:52   | Yokohama            |                           |
| Victoria      | 24–6 (1)    | Carlos Barreto      | KO (rodillazo volador)                    | 2H2H 2: Simply The Best                         | 18 de marzo de 2001      | 1     | 2:20   | Róterdam            |                           |
| Derrota       | 23–6 (1)    | Kazuyuki Fujita     | Decisión (unánime)                        | PRIDE 12                                        | 9 de diciembre de 2000   | 2     | 10:00  | Saitama             |                           |
| Sin resultado | 23–5 (1)    | Wanderlei Silva     | Sin resultado (golpe a la ingle)          | PRIDE 11                                        | 31 de octubre de 2000    | 1     | 0:21   | Osaka               |                           |
| Victoria      | 23–5        | Gary Goodridge      | KO (patada la cabeza)                     | PRIDE 10                                        | 27 de agosto de 2000     | 1     | 0:28   | Saitama             |                           |
| Derrota       | 22–5        | Vitor Belfort       | Decisión (unánime)                        | PRIDE 9                                         | 4 de junio de 2000       | 2     | 10:00  | Nagoya              |                           |
| Victoria      | 22–4        | Kiyoshi Tamura      | TKO (golpes)                              | Rings: Millennium Combine 1                     | 20 de abril de 2000      | 1     | 13:13  | Tokio               |                           |
| Victoria      | 21–4        | Brian Dunn          | TKO (golpes)                              | 2H2H 1: 2 Hot 2 Handle                          | 5 de marzo de 2000       | 1     | 0:21   | Róterdam            |                           |
| Derrota       | 20–4        | Dan Henderson       | Decisión (unánime)                        | Rings: King of Kings 1999 Final                 | 26 de febrero de 2000    | 2     | 5:00   | Tokio               |                           |
| Victoria      | 20–3        | Joop Kasteel        | KO (golpes de palma)                      | Rings Holland: There Can Only Be One Champion   | 6 de febrero de 2000     | 1     | 4:16   | Utrecht             |                           |
| Victoria      | 19–3        | Tsuyoshi Kohsaka    | TKO (corte)                               | Rings: King of Kings 1999 Block B               | 22 de diciembre de 1999  | 1     | 1:17   | Osaka               |                           |
| Victoria      | 18–3        | Tariel Bitsadze     | Sumisión (armbar)                         | Rings: King of Kings 1999 Block B               | 22 de diciembre de 1999  | 1     | 2:18   | Osaka               |                           |
| Victoria      | 17–3        | Dennis Reed         | KO (rodillazo volador)                    | AAC 2: Amsterdam Absolute Championship 2        | 27 de noviembre de 1999  | 1     | 1:43   | Ámsterdam           |                           |
| Victoria      | 16–3        | Fabio Piamonte      | TKO (golpes)                              | WVC 9: World Vale Tudo Championship 9           | 27 de septiembre de 1999 | 1     | 2:28   | Aruba               |                           |
| Derrota       | 15–3        | Tsuyoshi Kohsaka    | Decisión técnica (pérdida de puntos)      | Rings: Rise 5th                                 | 19 de agosto de 1999     | 1     | 8:17   | Japón               |                           |
| Victoria      | 15–2        | Semmy Schilt        | KO (golpes)                               | Rings Holland: The Kings of the Magic Ring      | 20 de junio de 1999      | 2     | 4:45   | Utrecht             |                           |
| Victoria      | 14–2        | Tsuyoshi Kohsaka    | TKO (parada médica)                       | Rings: Rise 2nd                                 | 23 de abril de 1999      | 1     | 14:58  | Japón               |                           |
| Victoria      | 13–2        | Todd Medina         | KO (rodillazo)                            | WVC: World Vale Tudo Championship               | 20 de marzo de 1999      | 1     | 0:10   | Aruba               |                           |
| Victoria      | 12–2        | Big Mo T            | KO (rodillazo volador)                    | Rings Holland - Judgement Day                   | 7 de febrero de 1999     | 1     | 1:59   | Ámsterdam           |                           |
| Victoria      | 11–2        | Lee Hasdell         | TKO (corte)                               | Rings Holland - The Thialf Explosion            | 24 de octubre de 1998    |       |        | Heerenveen          |                           |
| Victoria      | 10–2        | Valentijn Overeem   | TKO (lesión en el hombro)                 | Rings Holland - Who's The Boss                  | 7 de junio de 1998       | 1     | 0:38   | Utrecht             |                           |
| Derrota       | 9–2         | Karimula Barkalaev  | Descalificación (mordisco)                | IAFC: Pankration European Championship 1998     | 23 de mayo de 1998       | 1     | 4:49   | Moscú               |                           |
| Derrota       | 9–1         | Bob Schrijber       | KO (golpes y patada)                      | IMA: KO Power Tournament                        | 12 de abril de 1998      | 1     | 4:15   | Ámsterdam           |                           |
| Victoria      | 9–0         | Algirdas Darulis    | TKO (3 derribos)                          | IMA: KO Power Tournament                        | 12 de abril de 1998      | 1     | 3:02   | Ámsterdam           |                           |
| Victoria      | 8–0         | Bob Schrijber       | Sumisión (achilles lock)                  | Rings Holland - The King of Rings               | 8 de febrero de 1998     | 2     | 1:12   | Ámsterdam           |                           |
| Victoria      | 7–0         | Bas Jussen          | KO (golpe)                                | RDFF 2: Red Devil Free Fight 2                  | 7 de diciembre de 1997   |       |        | Ámsterdam           |                           |
| Victoria      | 6–0         | Oleg Tsygolnik      | KO (golpe)                                | M-1 MFC - World Championship 1997               | 1 de noviembre de 1997   | 1     | 1:41   | San Petersburgo     |                           |
| Victoria      | 5–0         | Sergei Tunic        | KO (golpes)                               | M-1 MFC - World Championship 1997               | 1 de noviembre de 1997   | 1     | 1:16   | San Petersburgo     |                           |
| Victoria      | 4–0         | Pedro Palm          | TKO (golpes)                              | Gym Almaar: Fight Gala                          | 5 de octubre de 1997     |       |        | Bergen              |                           |
| Victoria      | 3–0         | Vyacheslav Kiselyov | TKO (rodillazos)                          | RDFF 1: Red Devil Free Fight 1                  | 27 de septiembre de 1997 | 1     | 0:51   | Ámsterdam           |                           |
| Victoria      | 2–0         | Leon van Dijk       | KO (rodillazo)                            | Rings Holland - Utrecht at War                  | 29 de junio de 1997      | 1     | 2:05   | Utrecht             |                           |
| Victoria      | 1–0         | Rob van Leeuwen     | TKO (parada del equipo)                   | Rings Holland - The Final Challenge             | 2 de febrero de 1997     | 1     | 4:06   | Ámsterdam           |                           |